# Eupithecia spissilineata
Eupithecia spissilineata är en fjärilsart som beskrevs av Metzner 1846. Eupithecia spissilineata ingår i släktet Eupithecia och familjen mätare. Inga underarter finns listade i Catalogue of Life.